# ساعت تابستانی اسرائیل
|  | یوتی‌سی ۲:۰۰+              | ساعت رسمی مصر                                                                        |
|  | یوتی‌سی ۲:۰۰+ یوتی‌سی ۳:۰۰+ | زمان اروپای شرقی / زمان استاندارد اسرائیل / زمان در فلسطین ساعت تابستانی اروپای شرقی |
|  | یوتی‌سی ۳:۰۰+              | یوتی‌سی ۳:۰۰+ / زمان در ترکیه                                                         |
|  | یوتی‌سی ۳:۳۰+              | ساعت رسمی ایران                                                                      |
|  | یوتی‌سی ۴:۰۰+              | یوتی‌سی ۴:۰۰+                                                                         |

ساعت تابستانی اسرائیل (عبری: שעון קיץ‎، ت. «She'on Kayits») که در انگلیسی با نام «زمان تابستانی اسرائیل» (Israel Daylight Time:IDT) نیز شناخته می‌شود، روشی در اسرائیل است که در آن ساعت‌ها یک ساعت به جلو کشیده می‌شوند و از جمعه قبل از آخرین یکشنبه مارس شروع می‌شوند و در آخرین یکشنبه اکتبر پایان می‌یابند.